# Suore della Presentazione di Maria Santissima
Le Suore della Presentazione di Maria Santissima sono un istituto religioso femminile di diritto pontificio.

## Storia
La congregazione delle maestre pie della Presentazione di Maria Santissima fu fondata dalla genovese Caterina Molinari (in religione, madre Maria Vittoria Crocifissa). Invitata a Sestri Levante dalle autorità municipali, vi giunse il 17 giugno 1829 insieme con tre compagne (Maddalena Canepa, Bianca Moiselli e Maria Rosasco) e si insediò  nell'ex monastero delle turchine di San Niccolò dell'Isola, dove aprì una scuola gratuita per le figlie dei pescatori.
Secondo il regolamento originale, le suore non professavano voti ma erano tenute alla vita comune ed erano divise in maestre (non più di 16) e serventi (non più di 4): tale regolamento fu approvato con regie patenti nel 1832 e nel 1838 ebbe il primo riconoscimento ecclesiastico da Francesco Agnini, vescovo di Luni.
Nel 1833 la Molinari si trasferì a Borzoli e aprì una scuola simile a quella di Sestri presso il santuario della Virgo Potens. Ebbe così origine una congregazione autonoma, detta delle suore della Presentazione di Maria Santissima al Tempio, presso la quale la fondatrice si spense nel 1868. La comunità godette del sostegno di Maria Cristina di Savoia e il 22 luglio 1834 fu approvata da re Carlo Alberto, che fece adottare alle suore le regole delle maestre pie di Sant'Agata.
Attorno al 1880 Antonio Vicentini, vescovo dell'Aquila, invitò le suore di Sestri ad aprire un asilo nella sua diocesi: dalla casa madre partì una comunità guidata da Dorotea Rapetti e composta da altre tre maestre e una servente; la prima casa fu stabilita a Onna. Il 2 febbraio 1906 il vescovo costituì la comunità in congregazione autonoma (detta delle suore pie della Presentazione di Maria Santissima al Tempio), che ricevette il pontificio decreto di lode nel 1944.
Il 15 agosto 1970 la Congregazione per i religiosi riunì gli istituti delle maestre pie di Sestri e delle suore pie dell'Aquila nella congregazione delle suore della Presentazione di Maria Santissima; con essa, il 23 maggio 1972, si fuse anche l'istituto di Borzoli, riportando all'unità l'istituto della Molinari.

## Attività e diffusione
Le suore si dedicano all'istruzione e all'educazione cristiana dell'infanzia e della prima gioventù e all'assistenza ad anziani e ammalati.
Oltre che in Italia, sono presenti in Romania, nelle Filippine e in America Latina (Colombia, Costa Rica, Honduras, Perù, Venezuela); la sede generalizia è a Ostia.
Alla fine del 2008 la congregazione contava 210 religiose in 33 case.